# تسادا
تسادا (به لاتین: Tsada) یک منطقهٔ مسکونی در قبرس است که در ناحیه پافوس واقع شده‌است. تسادا ۱٬۰۴۳ نفر جمعیت دارد و ۶۱۲ متر بالاتر از سطح دریا واقع شده‌است.